# Гібсон-Флетс (Монтана)
Гібсон-Флетс (англ. Gibson Flats) — переписна місцевість (CDP) в США, в окрузі Каскейд штату Монтана. Населення — 203 особи (2020).

## Географія
Гібсон-Флетс розташований за координатами 47°27′54″ пн. ш. 111°14′35″ зх. д. / 47.46500° пн. ш. 111.24306° зх. д. (47.465015, -111.243077).  За даними Бюро перепису населення США в 2010 році переписна місцевість мала площу 7,79 км², уся площа — суходіл.

## Демографія
Згідно з переписом 2010 року, у переписній місцевості мешкало 199 осіб у 77 домогосподарствах у складі 59 родин. Густота населення становила 26 осіб/км².  Було 85 помешкань (11/км²).
Расовий склад населення:
| - 88,4 % — білих - 4,0 % — корінних американців - 1,5 % — азіатів - 2,5 % — осіб інших рас |

До двох чи більше рас належало 3,5 %. Частка іспаномовних становила 5,0 % від усіх жителів.
За віковим діапазоном населення розподілялося таким чином: 26,6 % — особи молодші 18 років, 60,3 % — особи у віці 18—64 років, 13,1 % — особи у віці 65 років та старші. Медіана віку мешканця становила 44,4 року. На 100 осіб жіночої статі у переписній місцевості припадало 111,7 чоловіків;  на 100 жінок у віці від 18 років та старших — 108,6 чоловіків також старших 18 років.
Середній дохід на одне домашнє господарство  становив 76 869 доларів США (медіана — 79 097), а середній дохід на одну сім'ю — 76 869 доларів (медіана — 79 097). 
Цивільне працевлаштоване населення становило 85 осіб. Основні галузі зайнятості: роздрібна торгівля — 23,5 %, будівництво — 22,4 %, сільське господарство, лісництво, риболовля — 21,2 %.